# Bobby Reynolds
Robert „Bobby” Thomas Reynolds (ur. 17 lipca 1982 w Cape Cod) – amerykański tenisista.

## Kariera tenisowa
Jako zawodowy tenisista występował w latach 2003–2014. Na kortach zarobił 1 573 292 dolarów amerykańskich.
W grze pojedynczej wygrywał turnieje z serii ITF Men’s Circuit oraz triumfował jedenastokrotnie w zawodach kategorii ATP Challenger Tour.
W grze podwójnej swój największy sukces w karierze odniósł zwyciężając w roku 2006 w Indianapolis, turnieju rangi ATP World Tour. Wspólnie z Andym Roddickiem pokonał w finale parę Paul Goldstein–Jim Thomas 6:4, 6:4. Ponadto był dwukrotnym finalistą rozgrywek z tego cyklu, w New Haven (2005) oraz w Pekinie (2008).
Najwyżej sklasyfikowany wśród singlistów był w lutym 2009 roku, będąc na 63. miejscu, a w rankingu deblistów w maju 2009 roku zajmował 46. pozycję.

### Zwycięstwa w turniejach ATP Challenger Tour w grze pojedynczej
| Nr  | Rok  | Turniej     | Nawierzchnia  | Przeciwnik w finale | Wynik finału     |
| 1.  | 2005 | Nashville   | Twarda (hala) | Ramón Delgado       | 6:4, 6:4         |
| 2.  | 2006 | Tulsa       | Twarda        | Michael Russell     | 7:6(3), 6:3      |
| 3.  | 2007 | Naples      | Ceglana       | Robert Kendrick     | 7:6(5), 6:4      |
| 4.  | 2008 | Tallahassee | Twarda        | Robert Kendrick     | 5:7, 6:4, 6:3    |
| 5.  | 2008 | Baton Rouge | Twarda        | Igor Kunicyn        | 6:3, 6:7(3), 7:5 |
| 6.  | 2008 | Knoxville   | Twarda (hala) | Luka Gregorc        | 6:4, 6:2         |
| 7.  | 2010 | Ojai        | Twarda        | Marinko Matošević   | 3:6, 7:5, 7:5    |
| 8.  | 2010 | Tulsa       | Twarda        | Lester Cook         | 6:3, 6:3         |
| 9.  | 2011 | León        | Twarda        | Andre Begemann      | 6:3, 6:3         |
| 10. | 2011 | Tulsa       | Twarda        | Michael McClune     | 6:1, 6:3         |

### Finały w turniejach ATP World Tour
| Legenda                                      |
| -------------------------------------------- |
| Wielki Szlem                                 |
| Igrzyska olimpijskie                         |
| Tennis Masters Cup / ATP Finals              |
| ATP Masters Series / ATP Tour Masters 1000   |
| ATP International Series Gold / ATP Tour 500 |
| ATP International Series / ATP Tour 250      |

#### Gra podwójna (1–2)
| Końcowy wynik | Nr | Data             | Turniej      | Nawierzchnia | Partner       | Przeciwnicy                   | Wynik finału |
| ------------- | -- | ---------------- | ------------ | ------------ | ------------- | ----------------------------- | ------------ |
| Finalista     | 1. | 28 sierpnia 2005 | New Haven    | Twarda       | Rajeev Ram    | Gastón Etlis Martín Rodríguez | 4:6, 3:6     |
| Zwycięzca     | 1. | 23 lipca 2006    | Indianapolis | Twarda       | Andy Roddick  | Paul Goldstein Jim Thomas     | 6:4, 6:4     |
| Finalista     | 2. | 28 września 2008 | Pekin        | Twarda       | Ashley Fisher | Stephen Huss Ross Hutchins    | 5:7, 4:6     |